# Nautarachna karl-vietsi
Nautarachna karl-vietsi är en kvalsterart som beskrevs av Herbert Habeeb 1956. Nautarachna karl-vietsi ingår i släktet Nautarachna och familjen Nautarachnidae. Inga underarter finns listade i Catalogue of Life.